# Fu'an (socken i Kina, Sichuan)
Fu'an (kinesiska: 复安乡, 复安) är en socken i Kina. Den ligger i provinsen Sichuan, i den sydvästra delen av landet, omkring 180 kilometer öster om provinshuvudstaden Chengdu. Antalet invånare är 5 414. Befolkningen består av 2 627 kvinnor och 2 787 män. Barn under 15 år utgör 16,0 %, vuxna 15-64 år 65 %, och äldre över 65 år 17,0 %.
Genomsnittlig årsnederbörd är 1 328 millimeter. Den regnigaste månaden är juli, med i genomsnitt 302 mm nederbörd, och den torraste är december, med 5 mm nederbörd.